# Frauen in New York
Frauen in New York ist ein Theaterstück, das im September 1976 am Schauspielhaus Hamburg als Beitrag zur Zweihundertjahrfeier der USA Premiere hatte. Es ist die von Nora Gray übersetzte deutsche Fassung des englischsprachigen, 1936 geschriebenen, veröffentlichten und im selben Jahr uraufgeführten Broadwaystücks „The Women“ der Schriftstellerin und späteren republikanischen Politikerin Clare Booth. Diese, mal als Komödie, mal als sozialkritische Satire bezeichnet, wurde am Broadway in der Theatersaison 1936/37 insgesamt 666 Mal aufgeführt und unter dem gleichnamigen Titel 1939 von George Cukor verfilmt. Rainer Werner Fassbinder übernahm die Theaterregie, nachdem Ulrich Heising kurz nach Probenbeginn wegen Krankheit und vermuteter Bedenken einer ernsten und genauen Aufführbarkeit ausfiel. Wegen des großen Erfolges beim Publikum und der Kritik kam es 1977 zu der Fernsehaufzeichnung durch den NDR. Das Stück, gleichzeitig Fassbinders letzte Arbeit fürs Theater, vereinigt 42 Rollen für 18 Schauspielerinnen.
Das Bühnenbild wurde von Rolf Glittenberg entworfen, die Kostüme von Frida Parmeggiani.

## Handlung
New York in den 1930er Jahren: eine Gruppe wohlhabender Frauen treffen sich in Schönheitssalons, Modesalons, beim Friseur, auf Partys und zu anderen gesellschaftlichen Anlässen. Die Gespräche, die sie führen, handeln von Schönheit und Gesundheit und von ihren Männern, entweder wie man sie bekommen kann oder wie man sie anderen wegnimmt. Sie üben selbst keinen Beruf aus, sind auf das Geld ihrer Ehemänner angewiesen, was dem Umstand schuldet, dass keiner der Männer im Stück auftaucht. Es werden Intrigen gesponnen, im Mittelpunkt steht die Ehe von Mary Haines, ihr Mann hat eine Beziehung zur deutlich jüngeren Crystal Allen, doch Mary gibt nicht auf, sie kämpft um ihn, selbst gegen den Rat ihrer Mutter und ihrer Freundinnen.

## Kritiken
- Die Zeit, 24. September 1976 (Benjamin Henrichs): Alles bloß Theater. Löscher, Fassbinder und Krejca inszenieren.
- Süddeutsche Zeitung, 23. Juni 1977 (Thomas Thieringer): Hohle Monstren.
- Frankfurter Allgemeine Zeitung, 23. Juni 1977 (Clara Menck): Glitzernd und gallenbitter.
- Frankfurter Rundschau, 22. September 1976 (Mechthild Lange).
- Theater heute, November 1976, Nr. 11 (Gerd Jäger).